# 薩勒姆湖
53°38′57″N 10°49′55″E / 53.64917°N 10.83194°E

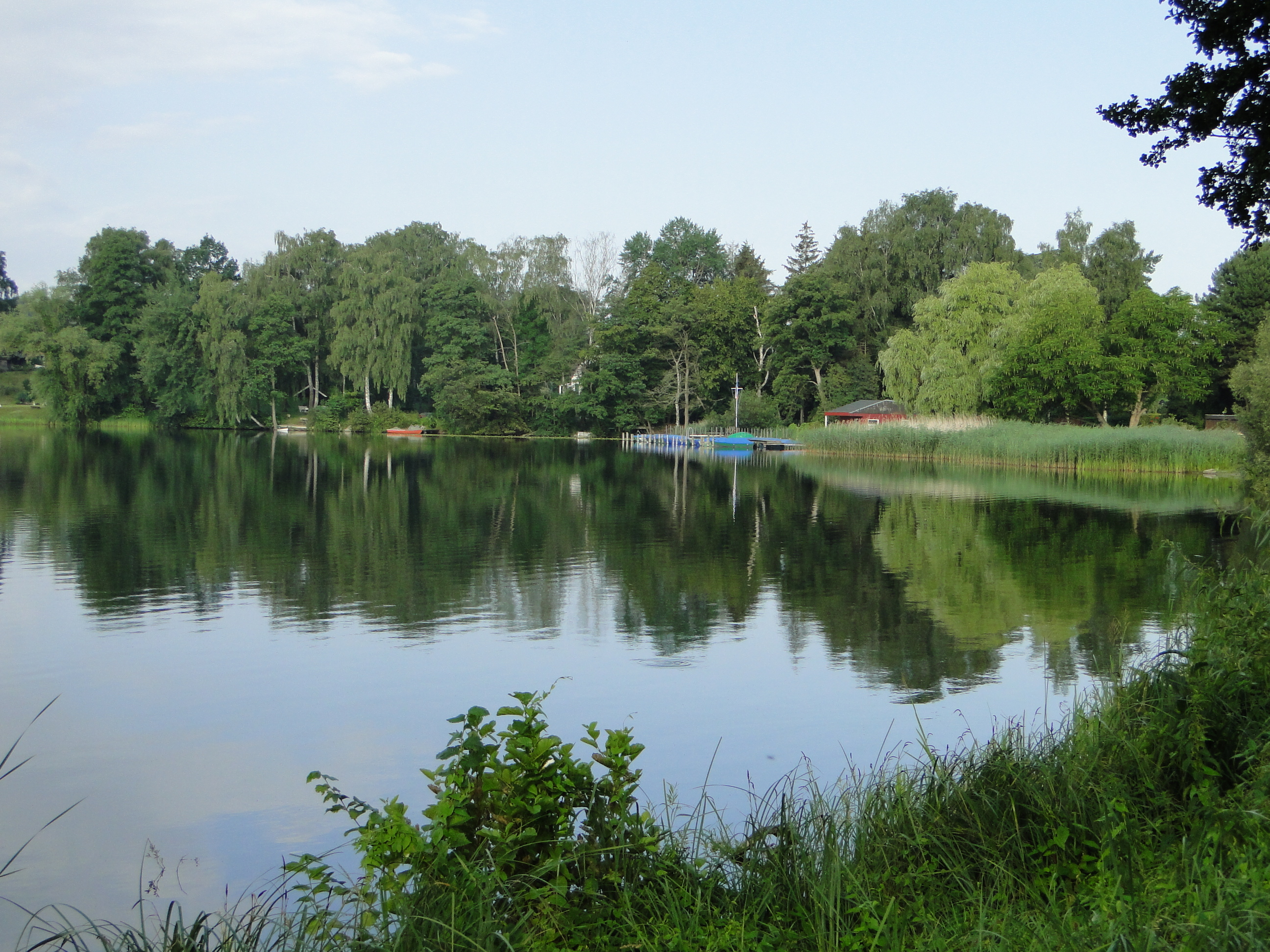

薩勒姆湖（德語：Salemer See），是德國的湖泊，位於該國北部石勒蘇益格-荷爾斯泰因州，由勞恩堡縣負責管轄，面積0.36平方公里，海拔高度35米，平均水深4.9米，最大水深9.6米，水體容量172萬立方米，湖岸線長度4公里。